# Plinia cauliflora
Plinia cauliflora (tên khác: Jabuticaba, tên Việt Nam: Nho thân gỗ) là một loài thực vật có hoa trong Họ Đào kim nương. Loài này được Carl Friedrich Philipp von Martius miêu tả khoa học đầu tiên năm 1823 dưới danh pháp Myrtus cauliflora. Năm 1956 Eberhard Max Leopold Kausel chuyển nó sang chi Plinia.

## Đặc điểm
Là loại cây quý hiếm, cây lâu năm, thân gỗ, cao khoảng 6m, đường kính cây khoảng 10–30 cm. Cây có nhiều nhánh và có ngọn hướng lên trên. Hoa nhỏ màu trắng, mọc ở thân cây.
Quả có kích thước tương đương với quả mận, mọc chi chít trên thân cây và cành cây. Ban đầu quả có xanh, sau chuyển màu hồng, khi chín thì chuyển dần sang màu tím. Quả có vị nho, nhiều nước và có thể ăn ngay khi vừa hái. Ngoài ra quả cây còn được dùng làm mứt hoặc để lên men làm rượu. Quả cây khô có thể dùng để chữa bệnh hen và tiêu chảy. Trung bình 8-9 năm cây mới cho trái, cây càng già càng cho nhiều trái.

## Kỹ thuật chăm sóc
Khí hậu nóng ẩm giúp cây ra sai quả. Trồng cây giống từ 5 tháng tuổi trở lên. Dọn quang gốc cây, không để cỏ dại phát triển. Tưới nước đều cho cây.

## Hình ảnh

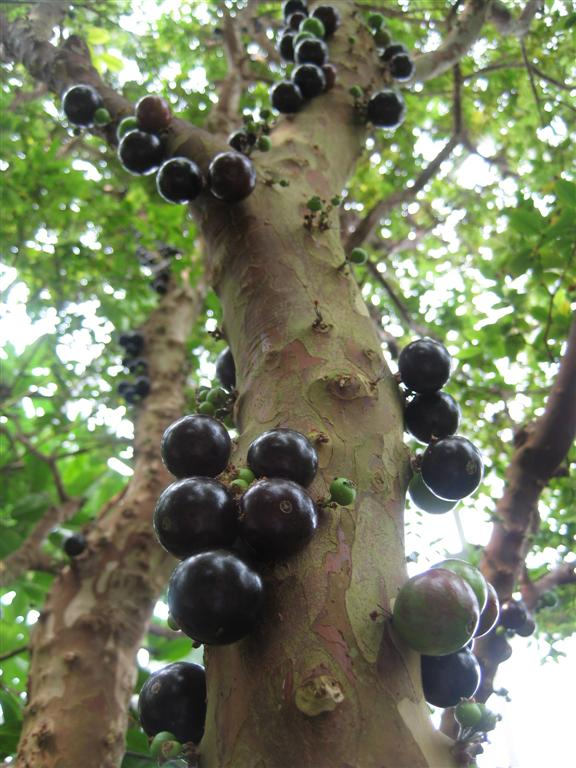
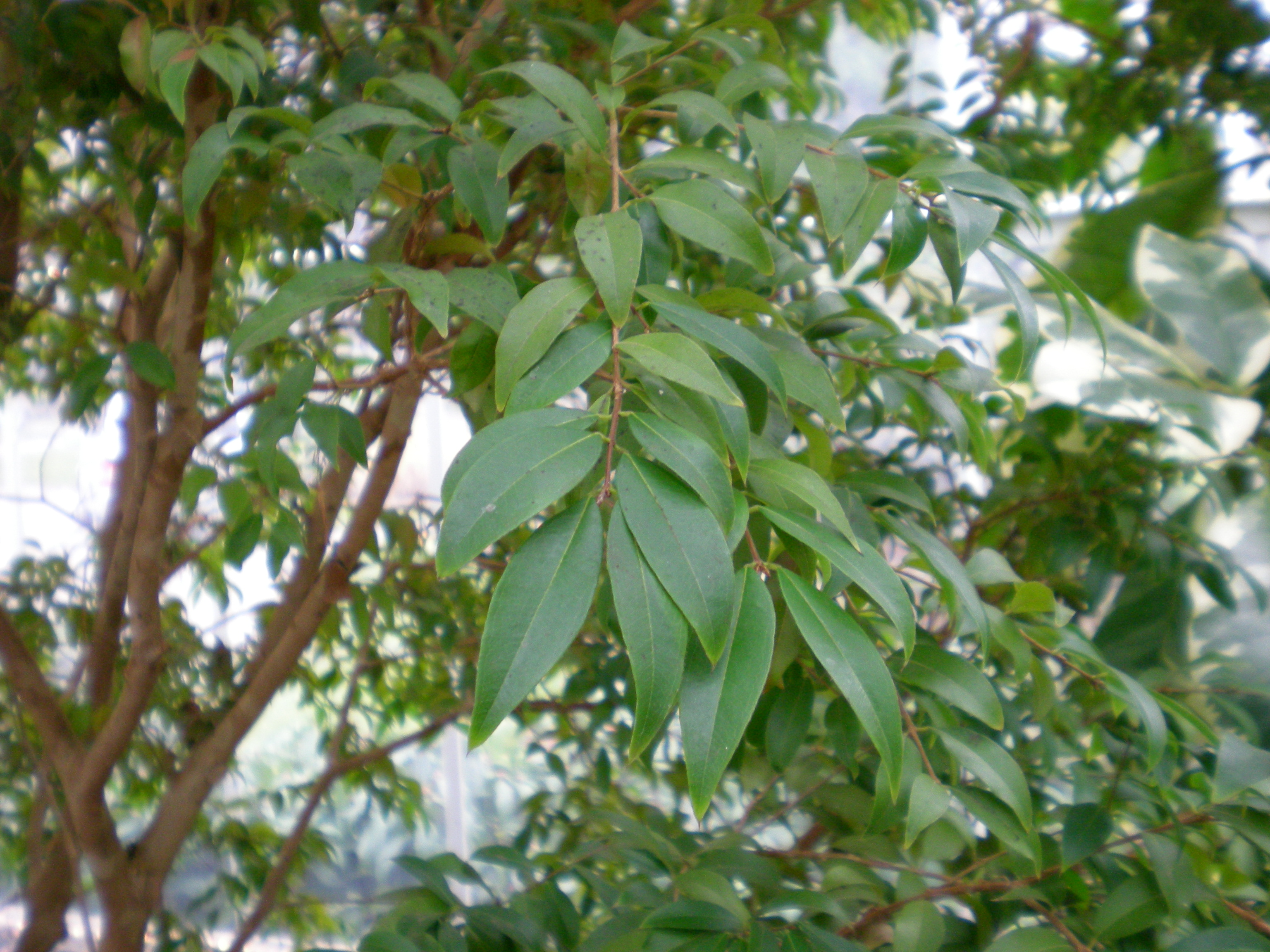
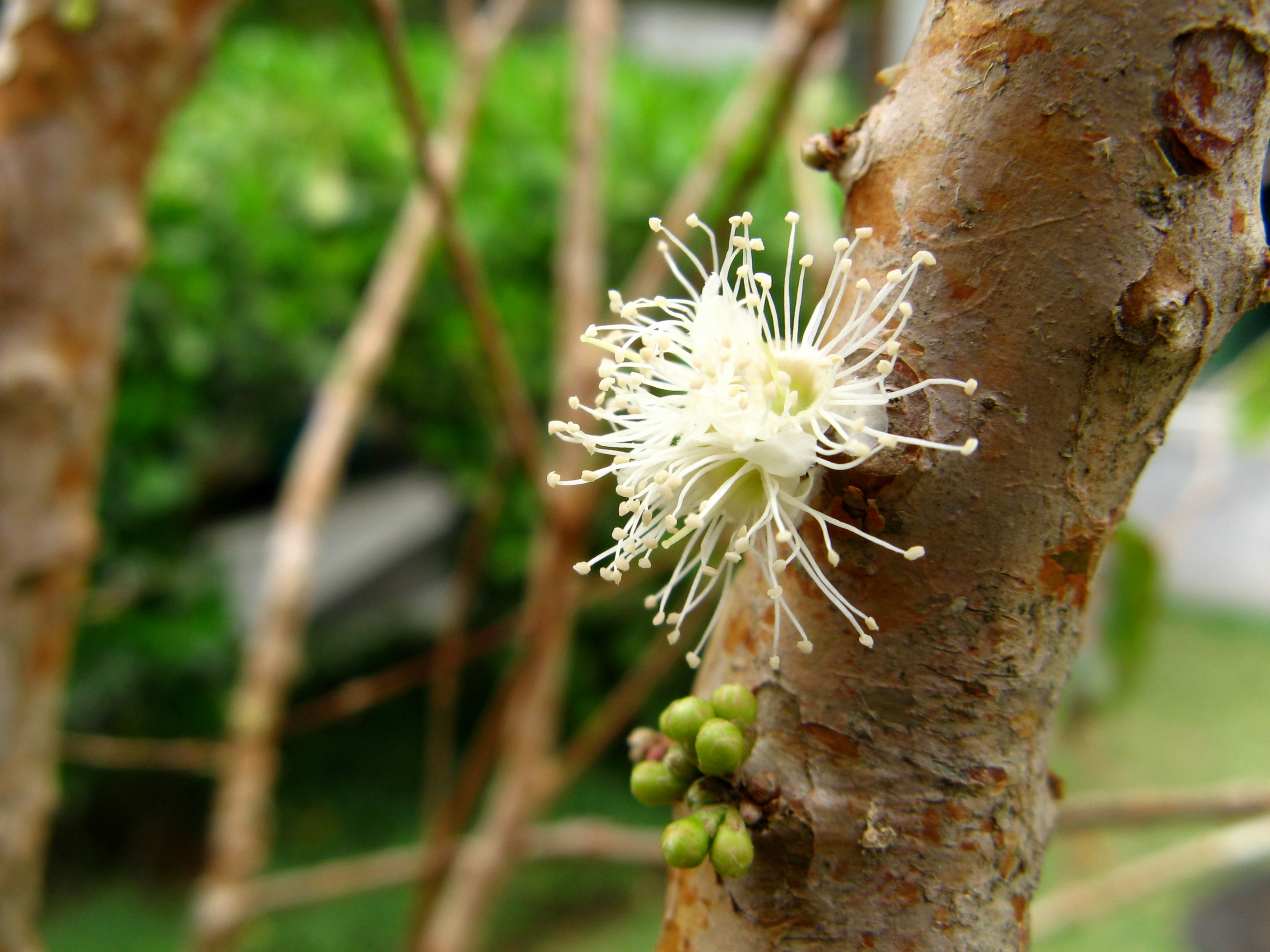
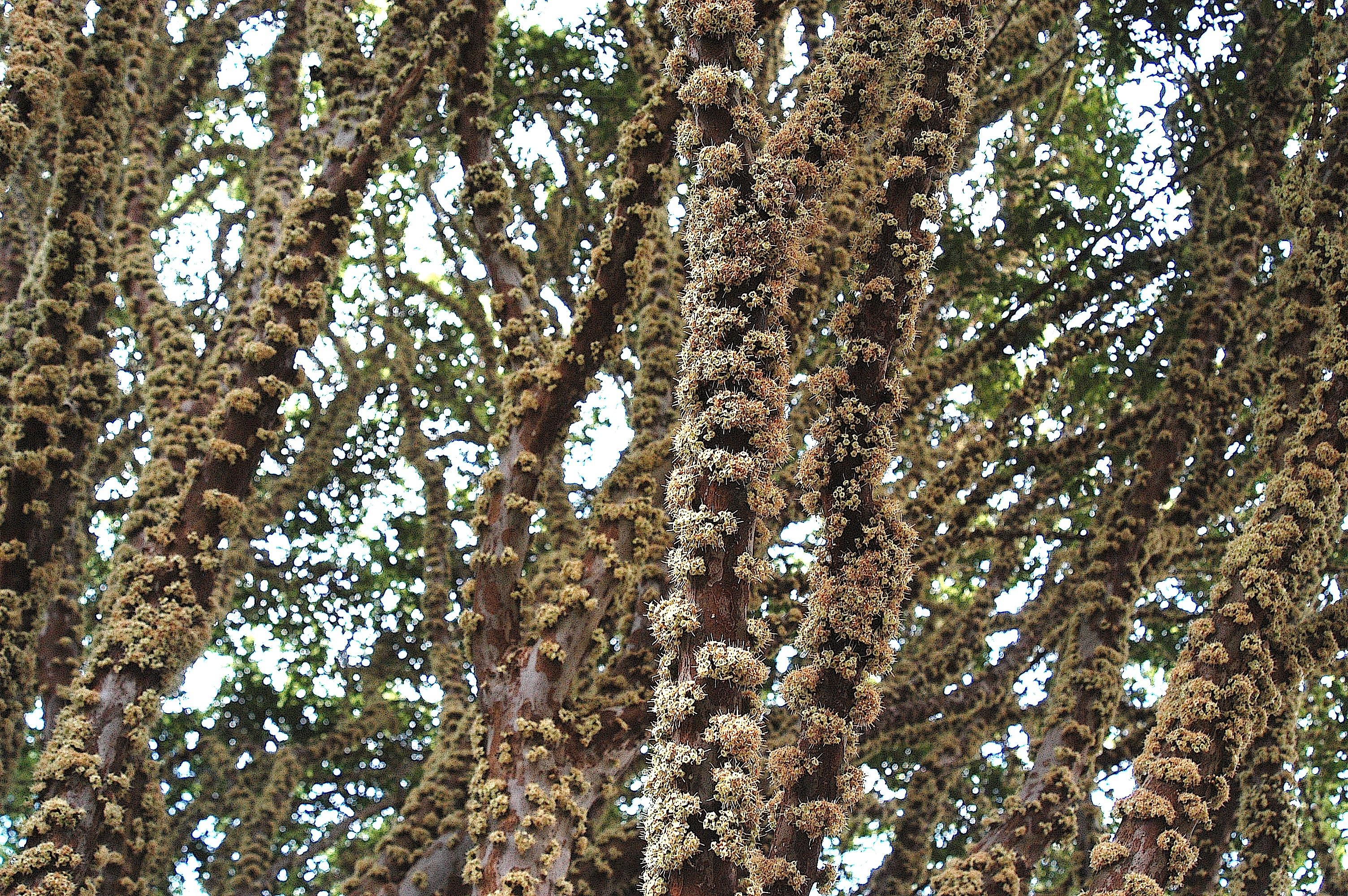